# Johan Eliasch
Johan Eliasch (né en février 1962 à Djursholm) est un homme d'affaires suédois, PDG de Head et président de la Fédération internationale de ski depuis 2021.

## Biographie
Johan Eliasch naît en février 1962 à Djursholm dans la banlieue de Stockholm,. Il est le petit-fils de G. A. Svensson, un homme d'affaires suédois qui a fait fortune dans l'immobilier.
Il fait ses études à Stokholm, où il obtient en 1984 un Bachelor of Economics (en) de l'Université de Stockholm puis une maîtrise universitaire en sciences de l'Institut royal de technologie,.

### Carrière dans les affaires
Eliasch commence sa carrière en 1985 au sein de Tufton Group, une société de capital-investissement basée à Londres pour laquelle il œuvre au redressement d'entreprises en difficultés.	
En 1991 il fonde Equity Partners avec l'aide du groupe publicitaire Saatchi and Saatchi, avec laquelle il rachète la London Film Productions,,. Par ce biais il devient producteur de quelques séries télévisées comme Resort to Murder (en) ou Lady Chatterley (en).
Puis en 1995, avec l’appui financier de Rothschild Investment Trust (en) et Saatchi and Saatchi, il rachète Head, une entreprise autrichienne au bord de la faillite qui produit des articles de sports, notamment de tennis et de ski, à Austria Tabak (de) et en devient PDG,.
En 2014 il est nommé président du groupe hôtelier de luxe Aman Group. Il est également membre de nombreux conseils d’administration, notamment dans le cadre de son activité de redressement d'entreprises.
D'après la Sunday Times Rich List (en) en 2020 sa fortune est estimée à 2,2 milliards de livres sterling.

### Activité politiques
Eliasch supporte le Parti conservateur britannique, à qui il prête de l'argent et dont il est, de 2003 à 2007, trésorier adjoint,,. Il est également membre du think tank conservateur « Centre for Social Justice (en) » de Iain Duncan Smith. Pourtant en 2007 il répond à l'appel de Gordon Brown, premier ministre travailliste pour travailler au sein du gouvernement britannique sur les sujets de la déforestation et l'énergie durable,.

### Activités dans le monde du sport
En plus d'être à la tête de Head, qui équipe des champions comme Andre Agassi, Novak Djokovic ou Alexis Pinturault, Johan Eliasch s'investit dans l'administration du sport. Il préside la British Paralympic Association de 2002 à 2009, et est membre du conseil d'administration de l'Association olympique britannique de 2003 à 2012. En mars 2020, il annonce sa candidature à la présidence de la Fédération internationale de ski alors que Gian-Franco Kasper a annoncé sa future démission. Seul candidat à ne pas être issu du conseil d'administration de la FIS, il fait une campagne active et profite de ses bonnes relations avec de nombreux skieurs du circuit professionnel,,,. Le 4 juin 2021, lors du cinquante-deuxième congrès de la FIS, il est élu président de la fédération dès le premier tour avec 53% des cent-neuf voix,. Un problème réside dans le fait qu'il est actuellement à la fois président de la FIS et CEO de Head ce qui en fait un cas unique dans le sport de conflit d'intérêts car l'un des plus gros équipementiers de ski. A ce jour il n'a pas encore renoncé à son mandat au sein de la marque.

### Engagements environnementaux
En 2005, Johan Eliasch crée Rainforest Trust, une association qui rachète 400 000 acres (1 619 km2) de forêts humides au cœur de la forêt amazonienne à une scierie (près du Rio Madeira) dans le but de la protéger,.
En 2007, il fonde, avec Frank Field, l'ONG Cool Earth (en), qui poursuit le même but de protection des forêts humides.
La même année, il est mandaté par le Gouvernement Brown pour proposer des solutions afin de lutter contre la déforestation mondiale, et publie son rapport en 2008, le Eliasch Review,. Pourtant, en juin 2008, des médias brésiliens et internationaux rapportent que la société Gethal, détenue par Eliasch, est condamnée à une amende de 450 millions de réaux par l'IBAMA pour déforestation illégale présumée dans la région amazonienne,. Finalement, Gethal a bien fait l'objet d'une enquête, mais n'a pas été condamné, et Eliasch ne possédait pas la société au moment des faits.
Johan Eliasch est également membre du comité de direction de la Foundation for Renewable Energy and Environment une ONG qui promeut les énergies renouvelables et le développement durable

## Vie personnelle
De 1988 à 2006 Johan Eliasch est marié à la photographe et cinéaste Amanda Eliasch (en). Ils ont deux enfants,, dont Charles, un chanteur d'opéra. En 2011, il est en couple avec l'actrice Sharon Stone.